# Macrothemis proterva
Macrothemis proterva is een libellensoort uit de familie van de korenbouten (Libellulidae), onderorde echte libellen (Anisoptera).
De wetenschappelijke naam Macrothemis proterva is voor het eerst geldig gepubliceerd in 1987 door Belle.